# Ошкало Валерій Миколайович
Валерій Миколайович Ошкало — підполковник Збройних Сил України, учасник російсько-української війни, який загинув під час російського вторгнення в Україну. Герой України.

## Життєпис
Народився 24 листопада 1967 року.
Проходив військову службу у складі 7 БрТА, станом на 2022 рік — «підполковник».
Загинув 12 березня 2022 року в повітряному бою над Херсонщиною у складі екіпажу з Романом Чехуном.

## Нагороди
- Звання Герой України з удостоєнням ордена «Золота Зірка» (23 лютого 2023, посмертно) — за особисту мужність і героїзм, виявлені у захисті державного суверенітету та територіальної цілісності України, самовіддане служіння Українському народові[4]
- Орден «За мужність» II ст. (13 березня 2022, посмертно) — за особисту мужність і самовіддані дії, виявлені у захисті державного суверенітету та територіальної цілісності України, вірність військовій присязі.
- Орден «За мужність» III ст. (22 серпня 2016) — за особистий внесок у зміцнення обороноздатності Української держави, мужність, самовідданість і високий професіоналізм, виявлені під час бойових дій та при виконанні службових обов'язків.
- Медаль за 10 років зсу, за 20 років сумлінної служби, за сумлінну службу 2, 3 ступеня, за участь АТО ООС, за Генарального Штабу Головнокомандувача ЗСУ.
- Нагрудний знак за зразкову службу, учасника АТО, за 78 років ( ХНУПС).